# MY FRIEND 〜ありがとう〜
「MY FRIEND 〜ありがとう〜」(マイフレンド・ありがとう)は、ベッキー♪#の7枚目のシングル。EMIミュージックジャパンから2012年12月12日に発売された。

## 収録曲
1. MY FRIEND 〜ありがとう〜 [5:10]
作詞：ベッキー♪#/JIN 作曲：JIN
2. A/W 〜あなたとわたし〜 [3:35]
作詞：ベッキー♪# 作曲：ユキナリショウジ/JIN
  - Vis 2012 A/Wキャンペーンソング
3. MY FRIEND 〜ありがとう〜 (オリジナル・カラオケ) [5:10]
4. A/W 〜あなたとわたし〜 (オリジナル・カラオケ) [3:32]